# Louis Meznarie
Louis Meznarie (Saintry-sur-Seine, 14. siječnja 1930. - Le Coudray-Montceaux, 5. kolovoza 2020.), bio je tehničar za motore i trkaće automobile i vlasnik tima koji je sudjelovao na mnogim 24-satnim utrkama 24 sata Le Mansa, a bio je od 1971. do 1983. službeni stručnjak za motore za Porsche.